# مقاطعة باوندري (أيداهو)
مقاطعة باوندري (بالإنجليزية: Boundary County)‏ هي إحدى مقاطعات ولاية أيداهو في الولايات المتحدة الأمريكية.